# 12e arrondissement de Paris

Blason du de Paris.

Logo du de Paris.

Le 12e arrondissement de Paris est l'un des vingt arrondissements de Paris, la capitale française.
Aux termes de l'article R2512-1 du Code général des collectivités territoriales, il porte également le nom d'« arrondissement de Reuilly », mais cette appellation est rarement employée dans la vie courante.

## Géographie
Le 12e arrondissement est situé dans le sud-est de la ville ; c'est le premier arrondissement de la rive droite de la Seine en suivant le cours du fleuve (avec le 13e sur la rive gauche).
Bordé au nord par les 11e et 20e arrondissements, à l'ouest par le 4e arrondissement, au sud par la Seine et à l'est par les communes de Saint-Mandé et de Charenton-le-Pont, le territoire du 12e arrondissement comprend également le bois de Vincennes au sud-est.
Avec le bois de Vincennes, sa superficie totale atteint 16,32 km2, ce qui en fait le deuxième plus grand arrondissement de Paris (derrière le 16e avec le bois de Boulogne), comptant pour 15 % du territoire de la ville. Sans le bois de Vincennes (9,95 km2), la superficie du 12e arrondissement est de 6,38 km2, ce qui le classe en 5e position des plus grands arrondissements du Paris intra-muros.

## Quartiers

Les quatre quartiers administratifs du de Paris.

Comme les autres arrondissements, le 12e est divisé en quatre quartiers administratifs :
1. quartier du Bel-Air (45e quartier de Paris)
2. quartier de Picpus (46e quartier de Paris)
3. quartier de Bercy (47e quartier de Paris)
4. quartier des Quinze-Vingts (48e quartier de Paris)

Le 12e possède sept conseils de quartiers.
Au sein et au-delà des quartiers administratifs se trouvent des quartiers historiques ou informels :
- Faubourg Saint-Antoine (en partie dans l’arrondissement)
- Quartier d’Aligre
- Quartier de Reuilly

## Historique
L'historique du 12e arrondissement se confond, pour sa partie ouest, avec celle du faubourg Saint-Antoine, et pour sa partie est avec celles des villages de Bercy et de Saint-Mandé, annexés par la capitale en 1860. L'histoire du bois de Vincennes, rattaché à l'arrondissement en 1929, doit aussi être prise en compte.

### Premières occupations et Antiquité
C'est dans le 12e qu'ont été mis au jour les vestiges parmi les plus anciens de l'occupation humaine sur le territoire de Paris. À l'occasion de la construction du centre commercial Bercy Village avec notamment un complexe cinématographique, des fouilles dans le quartier de Bercy ont permis la découverte des vestiges d'un village de la période chasséenne (entre 4500 et 3800 av. J.-C.), établi sur la rive gauche de l'ancien bras de la Seine, révélant un matériel archéologique exceptionnel : pirogues de bois, poteries, arcs et flèches, outils en os et en pierre. Ces découvertes sont visibles au musée Carnavalet. Une rue a été nommée « rue des Pirogues-de-Bercy » pour rappeler l'existence de ce village paléolithique.
Terre de fourrés et de marais, seule une antique voie romaine, reliant le centre de Paris à Meaux et Melun, traverse l’endroit, baigné par les ruisseaux qui descendent des collines de Ménilmontant ou de Belleville.

### Moyen Âge

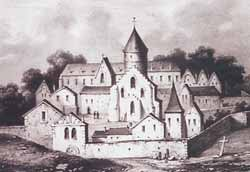
L'abbaye Saint-Antoine-des-Champs, à l'origine du faubourg Saint-Antoine.

En 1198, Foulques de Neuilly, curé de Neuilly-sur Marne, fonde à la fin du XIIe siècle l'abbaye Saint-Antoine-des-Champs au faubourg Saint-Antoine pour les prostituées repenties, au milieu des marécages.
En 1204, le couvent est transformé en abbaye cistercienne. Des hommes d'armes assurent sa défense sous les ordres directs de l'abbesse, que l'on surnomme « la Dame du Faubourg ». Son église est consacrée à saint Antoine. C'est l'origine de tout le faubourg qui va se créer autour de ce couvent.

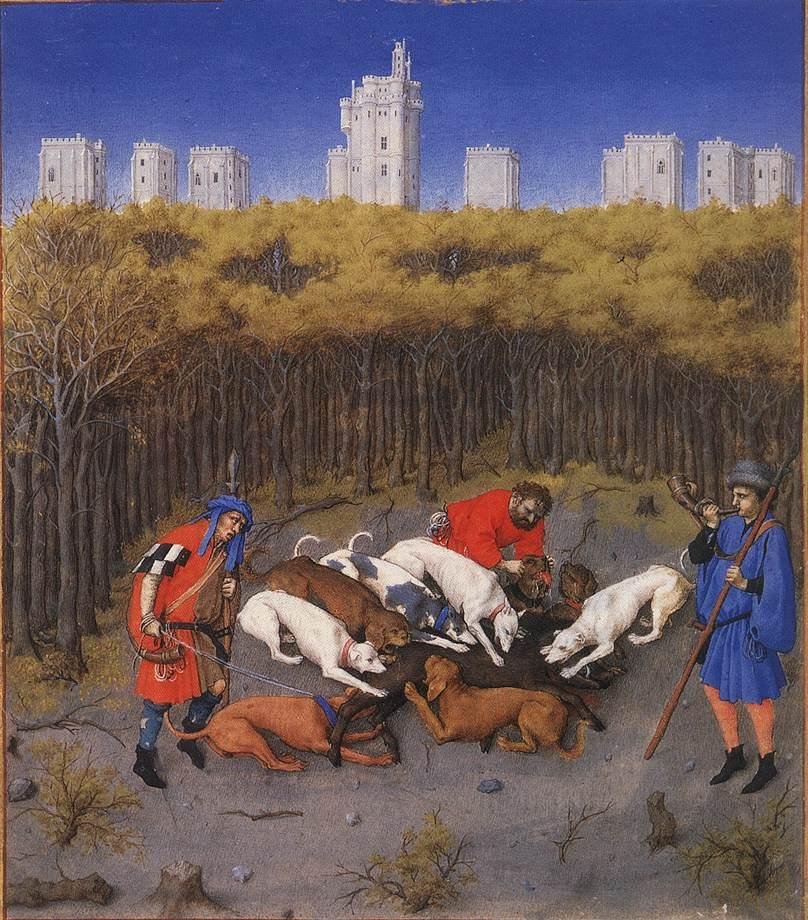
Miniature des Très Riches Heures du duc de Berry montrant les chasses royales du bois de Vincennes, et le château de Charles V.

Face à ce faubourg populaire, et alors que la ville s'étend et déborde des remparts érigés par Philippe Auguste, le roi Charles V décide, entre 1356 et 1358, de la construction d'une nouvelle enceinte, qu'il pourvoit au revers de la porte Saint-Antoine d'un premier châtelet à deux tours, élevé à la hâte. La Bastille Saint-Antoine devient, à partir de 1367, un véritable château urbain destiné à protéger la ville à l'est : les deux premières tours sont rehaussées et six autres sont construites. Il sert aussi à protéger le roi en cas de révolte du peuple parisien, puisqu'il permet de sécuriser la route reliant l'hôtel Saint-Pol, résidence du roi à Paris, au château de Vincennes, où Charles V veut établir le centre administratif du royaume. Le bois de Vincennes est en effet, depuis l'avènement des Capétiens, un important domaine de chasses royales. C'est par ailleurs, selon la légende, dans ce bois que Saint Louis rend la justice sous un chêne.

### Période moderne
Bien que coupé de Paris par l'imposante Bastille, devenue prison d'État depuis Richelieu, le faubourg Saint-Antoine participe étroitement à la vie économique de Paris. Depuis ses origines médiévales, il est le faubourg de l'artisanat, et plus spécialement de l'ébénisterie. Il doit son dynamisme à l'abbaye, placée sous la protection des rois de France qui lui accordent des faveurs considérables, notamment, depuis 1471, l'exemption de taxes aux artisans qui travaillent en son enclos.
Les artisans du meuble et les ébénistes s'installent donc très tôt dans le faubourg Saint-Antoine et y développent leur talent, contribuant largement à la réputation mondiale des Arts décoratifs français. À partir du XVIIe siècle, la Manufacture royale de glaces de miroirs (à l’origine de l’entreprise Saint-Gobain), fait également la célébrité du faubourg. Au début du XVIIIe siècle, un millier de menuisiers et ébénistes sont ainsi rejoints par une myriade de façonniers, et meublent de leurs créations tous les hôtels particuliers de Paris. De là lui viendra son surnom de « faubourg du meuble ».

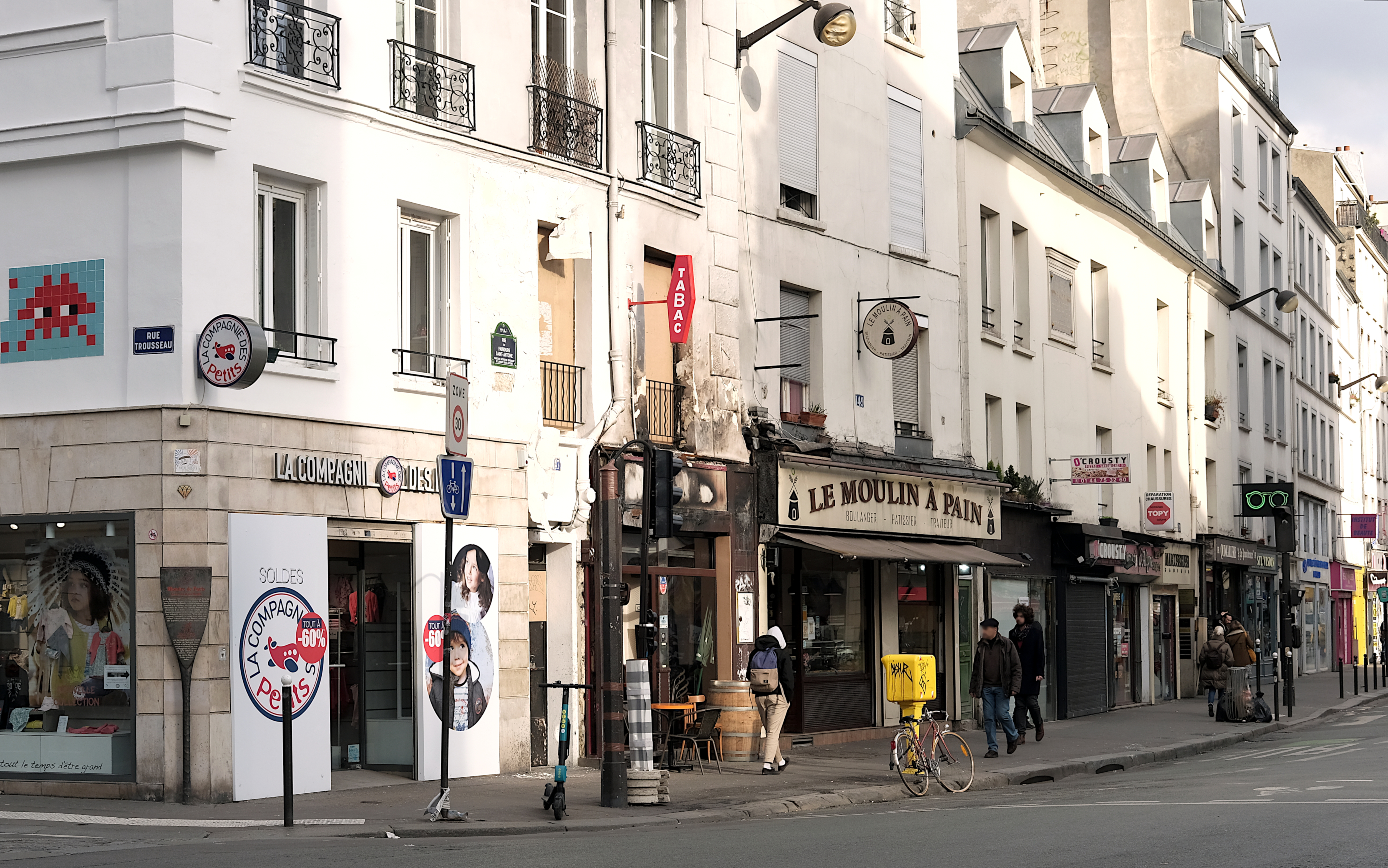
La rue du Faubourg-Saint-Antoine.

Plusieurs dénominations de voies témoignent encore de l’omniprésence des artisans du bois dans ce faubourg : le passage du Chantier, le passage de la Boule Blanche, la cour des Bourguignons, la cour du Bel-Air... C'est également le cas de l'École Boulle, héritière dans ce quartier d'une longue tradition.
Le pouvoir royal intervient par ailleurs fréquemment dans le quartier pour l'embellir, en améliorer l'urbanisme ou en assurer la salubrité ou la sécurité. Ainsi, sous Louis XIV, est construite la caserne des Mousquetaires-Noirs. En 1779, le cardinal de Rohan transfère dans cette caserne l'hôpital des Quinze-Vingts. Le bois de Vincennes est réaménagé par Louis XV : des allées sont tracées et le bois est ouvert au public. Sous Louis XVI, un projet, finalement inabouti, de démolition de la Bastille et de création d'une vaste place royale est soumis par l'architecte Maillet. Plus à l'est, le mur des Fermiers généraux, érigé entre 1784 et 1790, est doté à ses portes de barrières d'octroi construites par Claude-Nicolas Ledoux : il en reste notamment, dans l'actuel 12e arrondissement, la barrière du Trône et ses colonnes.

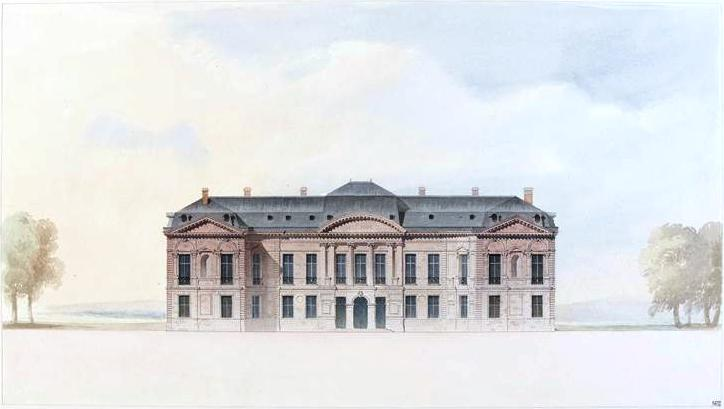
Le château de Bercy.

Parallèlement, de grands aristocrates se font construire à l'écart de la ville des résidences de villégiature, les « folies », comme la folie Rambouillet construite pour Madame de La Sablière, le château de Bercy construit pour Monsieur Malon de Bercy, marquis de Nointel, la folie de Gesvres, la folie de Chaulnes, la maison des champs du duc de Rohan-Chabot, le pavillon Pâris de Montmartel...
Face à ces villégiatures aristocratiques, le Paris ouvrier et populaire du faubourg Saint-Antoine est un foyer d'agitation continu. Il connaît, dès l'Ancien Régime, plusieurs émeutes (comme celle de mai 1750, lancée par une rumeur concernant Louis XV), jusqu'au soulèvement de la Révolution.

### Révolution etXIXesiècle

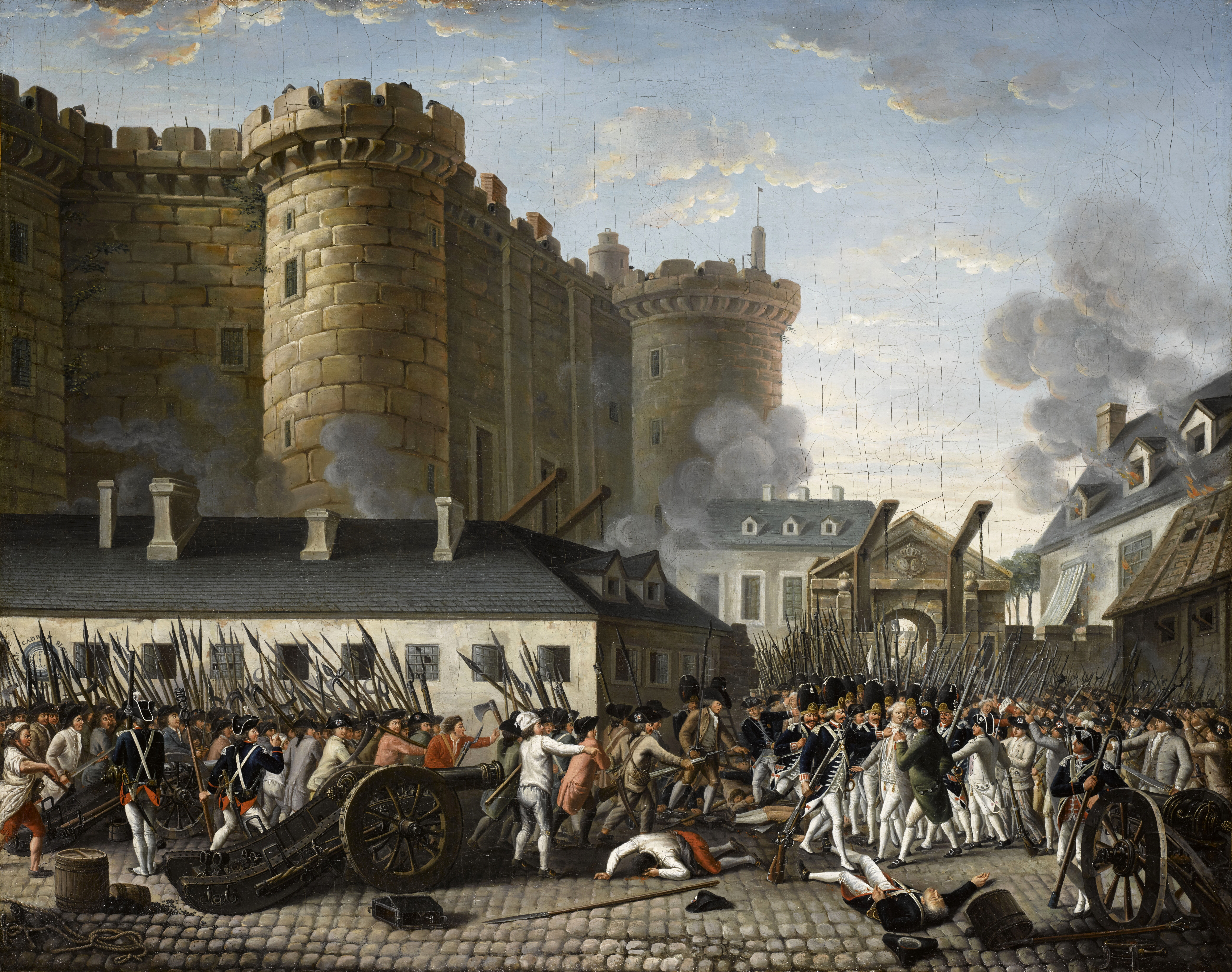
La prise de la Bastille par les habitants du faubourg Saint-Antoine.

Composé d'une population durement confrontée aux difficultés économiques tout en participant à la création du luxe de sa clientèle aristocratique, le faubourg Saint-Antoine voit les premiers événements de la Révolution, notamment avec l'émeute Réveillon et le saccage de la folie Titon (avril 1789), la prise de la Bastille (juillet 1789), le début du cortège de l'insurrection conduisant à la prise des Tuileries (août 1792). La section des Quinze-Vingts, formée en 1790, est la plus pauvre de Paris.
C’est dans la partie sud de la « place du Trône-Renversé » (actuelle place de la Nation), que la guillotine est dressée en juin 1794. Sur les 2 498 personnes guillotinées à Paris pendant la Révolution, 1 306 le sont place du Trône-Renversé, du 26 prairial an II (14 juin 1794) au 9 thermidor an II (27 juillet 1794), soit une moyenne de 30 exécutions par jour. Les dépouilles sont jetées dans deux fosses communes de ce qui deviendra le cimetière de Picpus.

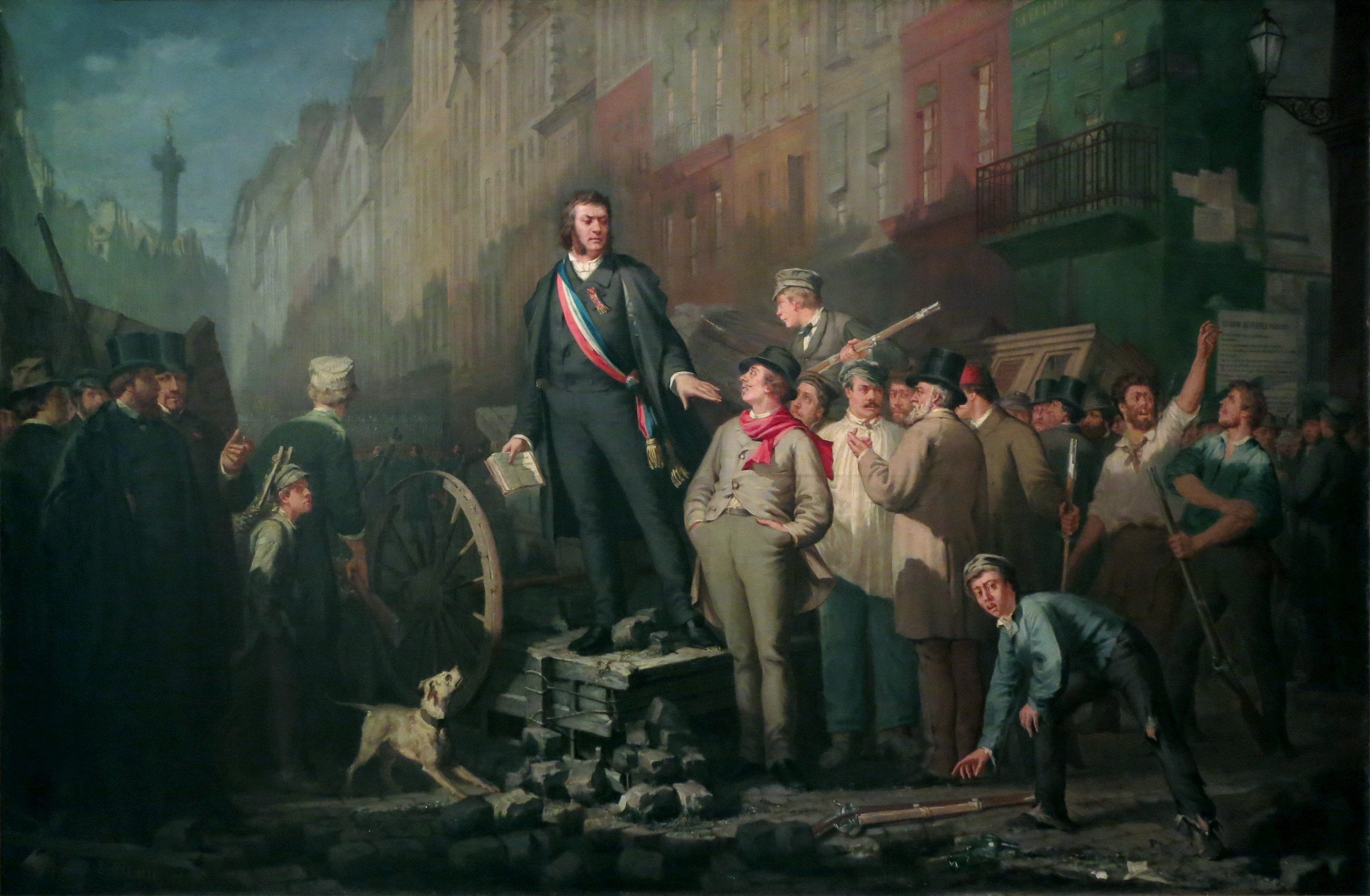
Alphonse Baudin sur les barricades du faubourg Saint-Antoine, érigées en 1851.

Le faubourg Saint-Antoine demeurera, toute la première moitié du XIXe siècle, un important vivier révolutionnaire : révolution de Juillet (1830), révolution de 1848, ou encore barricades érigées en réaction au coup d'État du 2 décembre 1851 et barricades de la Commune de Paris.
À partir de la Restauration, l'actuel 12e arrondissement connaît de nouveaux aménagements : construction de la caserne de Reuilly à la place de l'ancienne Manufacture royale de glaces de miroirs (1830), érection de la colonne de Juillet sur la place de la Bastille (1835-1840), construction de la halle Beauvau (1843), percement de la rue de Lyon (1847), ouverture de l'embarcadère de Lyon (1847), construction de la prison Mazas (1845-1850), inauguration des Arènes nationales (1851)...
Ces travaux sont largement amplifiés lors des grandes percées haussmanniennes qui créeront notamment le boulevard Mazas (1854, devenu le boulevard Diderot), la rue Chaligny (1856), le boulevard de Vincennes (1859, devenu l'avenue Daumesnil), et la rue Crozatier (1861). Entre 1855 et 1866, sur ordre de Napoléon III, le bois de Vincennes est réaménagé par l'ingénieur Adolphe Alphand, et le jardinier-paysagiste Jean-Pierre Barillet-Deschamps, afin de devenir le contrepoint du bois de Boulogne, situé à l'ouest de Paris, et de fournir « un vaste parc aux populations laborieuses de l'est parisien », selon les vœux de l'empereur.

### Création de l'arrondissement moderne

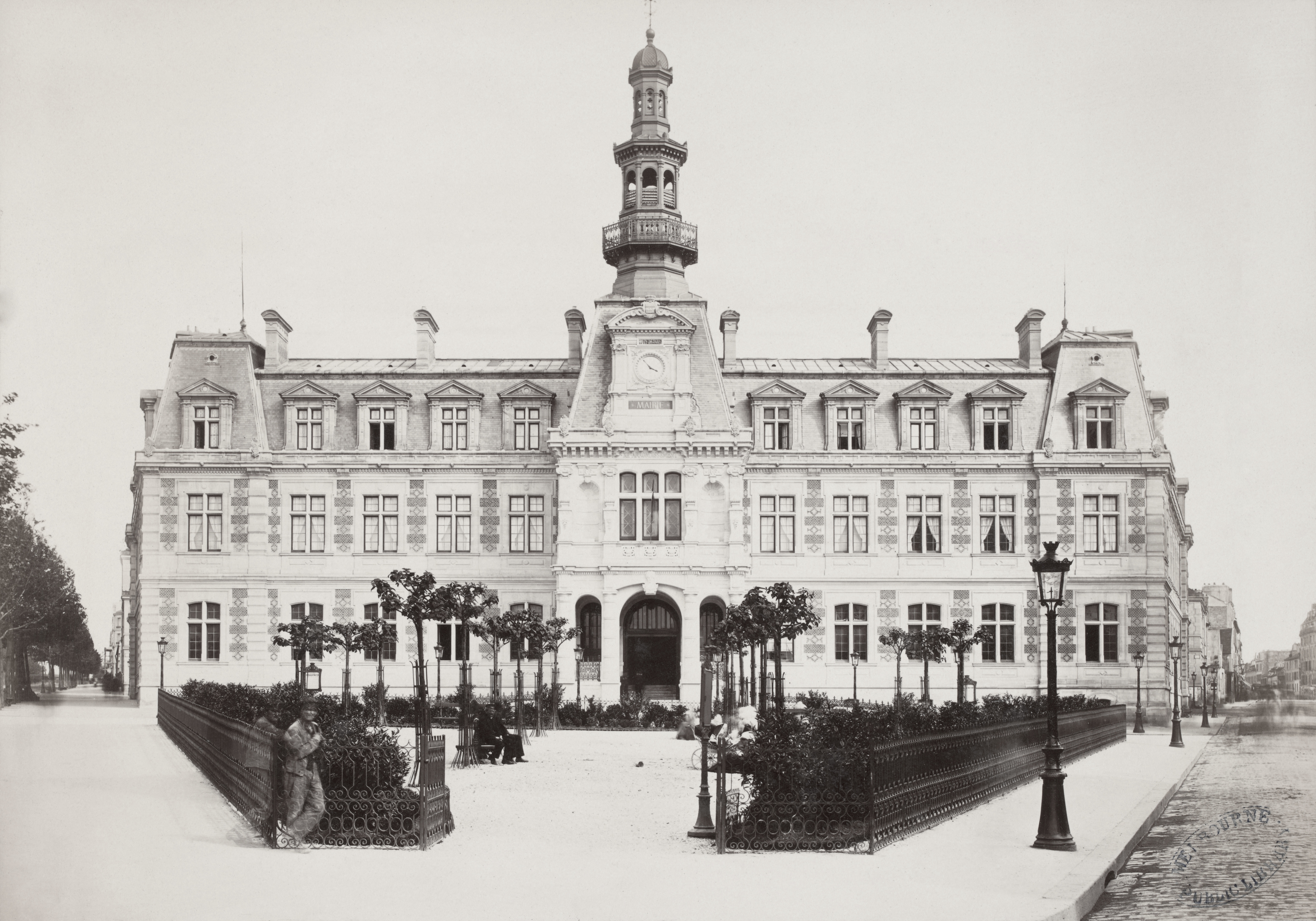
Mairie du vers 1876 (photographie de Charles Marville).

Administrativement, le 12e arrondissement fut créé en 1860, à la suite de la loi du 16 juin 1859 donnant lieu à un nouveau découpage de Paris en 20 arrondissements et à l'extension de la ville par annexion des communes voisines. Le 12e arrondissement est créé par regroupement :
- d'une partie du 8e des 12 anciens arrondissements de Paris ;
- d’une partie de l’ancienne commune de Bercy ;
- d’une partie de la commune de Saint-Mandé.

Le bois de Vincennes, concédé en propriété à la ville de Paris par Napoléon III en 1860, n'est officiellement rattaché au 12e arrondissement que par le décret du 18 avril 1929.

### Histoire contemporaine

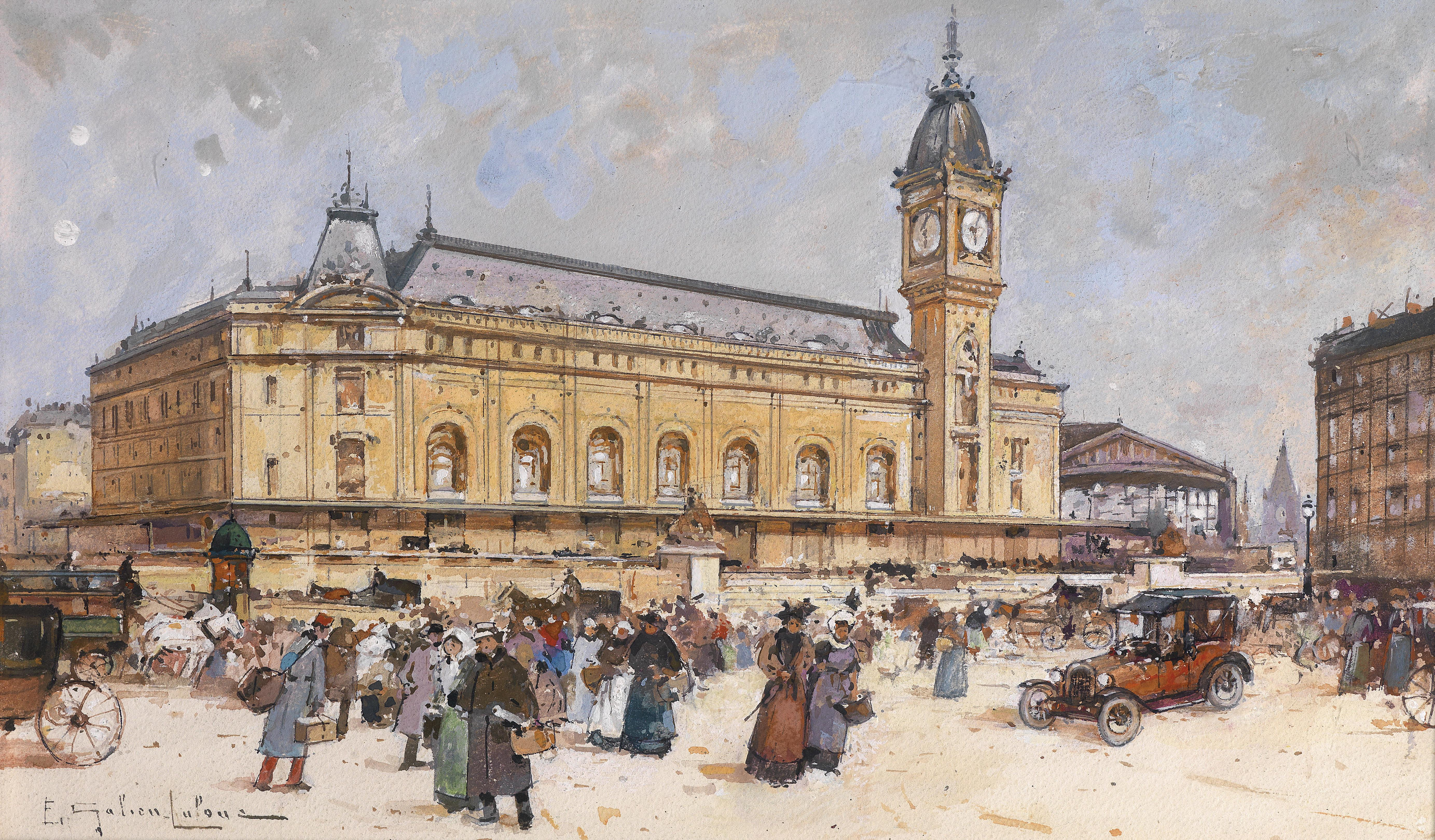
La gare de Lyon en 1910.

Les grands travaux du Second Empire sont poursuivis sous la Troisième République, avec par exemple la création de l'avenue Ledru-Rollin (de 1887 à 1924), l'inauguration de la place de la Nation et du Triomphe de la République de Jules Dalou (1899), la reconstruction de la gare de Lyon (1900), ou encore le transfert de l'hôpital Armand Trousseau à l'est de l'arrondissement (1901).
Le bois de Vincennes connaît également d'importants aménagements au début du siècle, notamment dans le cadre de la promotion de l'empire colonial. Sont ainsi créés le jardin d'agronomie tropicale de Paris (ouvert en 1899, transformé en 1907), et plusieurs aménagements éphémères autour de la porte Dorée et du lac Daumesnil dans le cadre de l'exposition coloniale de 1931, dont subsistent notamment le palais de la Porte Dorée et la pagode de Vincennes. En 1934, le bois est doté d'un parc zoologique de 14 hectares, dont le grand rocher artificiel, haut de 65 mètres, est devenu le décor emblématique.
Au début du XXe siècle, le quartier de la gare de Lyon est le premier lieu de l'immigration chinoise à Paris, comme le rappelle une plaque commémorative en souvenir des Chinois morts pour la France entre 1916 et 1918, apposée rue Chrétien-de-Troyes, entre la gare de Lyon et l'avenue Daumesnil :
« De 1916 à 1918, cent quarante mille travailleurs chinois participèrent en France à l'effort de guerre des Alliés et perdirent plusieurs milliers des leurs. Au lendemain de la victoire, 3 000 d'entre eux s'installèrent définitivement dans ce pays et créèrent autour de la gare de Lyon à Paris la première communauté chinoise. Novembre 1988 ».
À partir des années 1980, de grands projets architecturaux voient le jour afin de rééquilibrer la ville vers l’est. Ainsi le nouvel Opéra Bastille est inauguré aux abords de la place de la Bastille. Derrière la Gare de Lyon, le Ministère de l’Économie et des Finances est bâti en bordure de la Seine, tandis qu'autour du parc de Bercy s’implantent le Palais Omnisport de Bercy et le centre culturel américain, du célèbre architecte Frank Gehry, aujourd'hui occupé par la Cinémathèque Française.

Dans le même temps, l’ancien viaduc Daumesnil qui menait à la Gare de Paris-Bastille (démolie en 1984 lors de la construction de l'opéra) est transformé : sous les arcades, s'installe le Viaduc des Arts ; sur les voies est créée la Coulée verte.

## Personnalités liées à l'arrondissement

### Autres
- Bernard-René Jordan de Launay (1740-1789), gouverneur de la Bastille
- Pierre Daumesnil (1776-1832), général, gouverneur du château de Vincennes
- Catherine Labouré (1806-1876), religieuse à l'hospice d'Enghein, à Reuilly, canonisée en 1947
- Sarah Monod (1836-1912), philanthrope féministe, directrice des Diaconesses de Reuilly
- Paul Verlaine (1844-1896), poète, vécut rue Moreau de 1885 à 1887
- Georges Courteline (1858-1929), écrivain, vécut avenue de Saint-Mandé
- Georges Rouault (1871-1958), artiste peintre, eut son dernier atelier Rue Émile-Gilbert
- Lætitia Toureaux (1907-1937), probable agent double au service de l'Italie, assassinée dans le métro et retrouvée morte à la station Porte Dorée
- Miguel Devèze (1909-2000), artiste peintre et sculpteur, vécut au no 5, rue Émile-Gilbert.
- Roger Frey (1913-1997), député de la 11e circonscription de Paris, plusieurs fois ministre, président du Conseil constitutionnel
- Yves Brainville (1914-1993), comédien et auteur dramatique
- Violette Nozière (1915-1966), accusée de parricide et réhabilitée, vécut rue de Madagascar
- Lucienne Abraham (1916-1970), femme politique trotskiste et communiste
- Maurice Boitel (1919-2007), artiste peintre, eut son atelier avenue Courteline
- Daniel du Janerand (1919-1990), artiste peintre
- Rose Berkowicz (1922-1943), résistante, morte à Drancy
- René Finkelstein (1922-2015), éditeur
- Jean-Marie Lustiger (1926-2007), cardinal et archevêque de Paris, né à l'hôpital Rothschild
- Yvette Vincent-Alleaume (1927-2011), sculptrice du quartier de Bel-Air[3]
- Pierre Henry (1927-2017), compositeur, vécut rue de Toul, dont les archives ont été relocalisées au 3 passage Hennel[4]
- Les frères Cloutier, céramistes et sculpteurs, y sont nés le 7 août 1930, et ont eu leur premier atelier 53 rue de Reuilly
- Joseph Joffo, (1931-2018), écrivain français, auteur notamment d’Un sac de billes.
- Samy Sana (né en 1988), champion du monde de boxe thai
- Stélio Farandjis, ancien Secrétaire général du Haut-conseil de la Francophonie, universitaire et écrivain, vécut près de 40 ans rue de Fécamp et se présenta à plusieurs reprises aux élections législatives sous l'étiquette PS contre Pierre de Bénouville
- Pierre de Bénouville, résistant, homme politique et écrivain, député de la 12e circonscription de Paris de 1970 à 1986

## Administration
Les personnalités exerçant une fonction élective dont le mandat est en cours et en lien direct avec le territoire du 12e arrondissement de Paris sont les suivantes :
| Élection     | Territoire                                                 | Titre              | Nom                     | Tendance politique | - | Début de mandat | Fin de mandat |
| ------------ | ---------------------------------------------------------- | ------------------ | ----------------------- | ------------------ | - | --------------- | ------------- |
| Municipales  | 12e arrdt de Paris                                         | Maire du 12e arrdt | Emmanuelle Pierre-Marie | EELV               |   | juillet 2020    | 2026          |
| Municipales  | Ville de Paris (10 conseillers de Paris dans le 12e arrdt) | Maire de Paris     | Anne Hidalgo            | PS                 |   | juillet 2020    | 2026          |
| Législatives | 7e circonscription - 12e nord                              | Député             | Emmanuel Grégoire       | PS                 |   | 18 juillet 2024 | 2029          |
| Législatives | 8e circonscription - 12e sud et ouest                      | Députée            | Eva Sas                 | EELV               |   | 18 juillet 2024 | 2029          |

### Représentation politique
(août 2025).
| Secteur       | Arrondissement | Conseillers de Paris | Conseillers de Paris | Conseillers de Paris | Conseillers d'arrondissement | Conseillers d'arrondissement | Conseillers d'arrondissement | Nombre d'élus par arrondissement | Nombre d'élus par arrondissement | Nombre d'élus par arrondissement | Habitants par conseiller de Paris | Habitants par conseiller de Paris |
| Secteur       | Arrondissement | de 1983 à 2014       | de 2014 à 2020       | depuis 2020          | avant 2014                   | de 2014 à 2020               | depuis 2020                  | avant 2014                       | de 2014 à 2020                   | depuis 2020                      | en 2015,                          | en 2021,                          |
| ------------- | -------------- | -------------------- | -------------------- | -------------------- | ---------------------------- | ---------------------------- | ---------------------------- | -------------------------------- | -------------------------------- | -------------------------------- | --------------------------------- | --------------------------------- |
| Paris Centre  | 1er            | 3                    | 1                    | 8                    | 10                           | 10                           | 16                           | 13                               | 11                               | 24                               | 16 545                            | 12 269                            |
| Paris Centre  | 2e             | 3                    | 2                    | 8                    | 10                           | 10                           | 16                           | 13                               | 12                               | 24                               | 10 398                            | 12 269                            |
| Paris Centre  | 3e             | 3                    | 3                    | 8                    | 10                           | 10                           | 16                           | 13                               | 13                               | 24                               | 11 683                            | 12 269                            |
| Paris Centre  | 4e             | 3                    | 2                    | 8                    | 10                           | 10                           | 16                           | 13                               | 12                               | 24                               | 13 573                            | 12 269                            |
| 5e            | 5e             | 4                    | 4                    | 4                    | 10                           | 10                           | 10                           | 14                               | 14                               | 14                               | 14 833                            | 14 210                            |
| 6e            | 6e             | 3                    | 3                    | 3                    | 10                           | 10                           | 10                           | 13                               | 13                               | 13                               | 14 143                            | 13 403                            |
| 7e            | 7e             | 5                    | 4                    | 4                    | 10                           | 10                           | 10                           | 15                               | 14                               | 14                               | 13 533                            | 11 987                            |
| 8e            | 8e             | 3                    | 3                    | 3                    | 10                           | 10                           | 10                           | 13                               | 13                               | 13                               | 12 231                            | 11 708                            |
| 9e            | 9e             | 4                    | 4                    | 4                    | 10                           | 10                           | 10                           | 14                               | 14                               | 14                               | 14 852                            | 14 738                            |
| 10e           | 10e            | 6                    | 7                    | 7                    | 12                           | 14                           | 14                           | 18                               | 21                               | 21                               | 13 110                            | 11 935                            |
| 11e           | 11e            | 11                   | 11                   | 11                   | 22                           | 22                           | 22                           | 33                               | 33                               | 33                               | 13 621                            | 12 962                            |
| 12e           | 12e            | 10                   | 10                   | 10                   | 20                           | 20                           | 20                           | 30                               | 30                               | 30                               | 14 234                            | 14 095                            |
| 13e           | 13e            | 13                   | 13                   | 13                   | 26                           | 26                           | 26                           | 39                               | 39                               | 39                               | 14 094                            | 13 719                            |
| 14e           | 14e            | 10                   | 10                   | 10                   | 20                           | 20                           | 20                           | 30                               | 30                               | 30                               | 13 999                            | 13 637                            |
| 15e           | 15e            | 17                   | 18                   | 18                   | 34                           | 36                           | 36                           | 51                               | 54                               | 54                               | 13 055                            | 12 653                            |
| 16e           | 16e            | 13                   | 13                   | 13                   | 26                           | 26                           | 26                           | 39                               | 39                               | 39                               | 12 730                            | 12 466                            |
| 17e           | 17e            | 13                   | 12                   | 12                   | 26                           | 24                           | 24                           | 39                               | 36                               | 36                               | 14 044                            | 13 701                            |
| 18e           | 18e            | 14                   | 15                   | 15                   | 28                           | 30                           | 30                           | 42                               | 45                               | 45                               | 13 172                            | 12 563                            |
| 19e           | 19e            | 12                   | 14                   | 14                   | 24                           | 28                           | 28                           | 36                               | 42                               | 42                               | 13 261                            | 12 973                            |
| 20e           | 20e            | 13                   | 14                   | 14                   | 26                           | 28                           | 28                           | 39                               | 42                               | 42                               | 13 968                            | 13 558                            |
| Nombre d'élus | Nombre d'élus  | 163                  | 163                  | 163                  | 354                          | 364                          | 340                          | 517                              | 527                              | 503                              | 13 537                            | 13 087                            |

- Sous-représentation supérieure de 5 % à la moyenne.
- Sur-représentation supérieure de 5 % à la moyenne.

### Maires

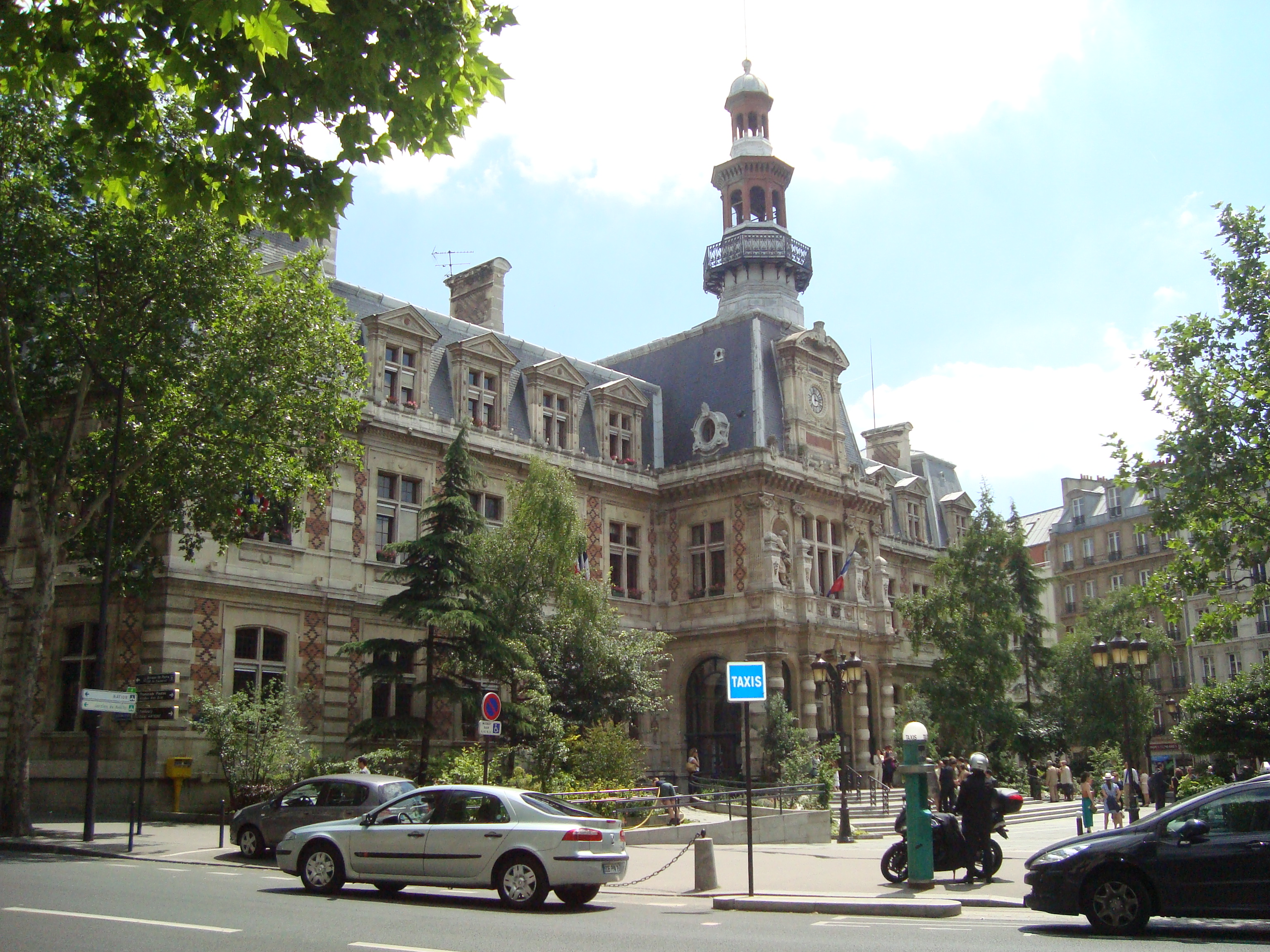
Mairie du 12e arrondissement.

Emmanuelle Pierre-Marie est l'actuelle maire du 12e arrondissement, élue en 2020.
| Liste des maires du 12e arrondissement | Liste des maires du 12e arrondissement | Liste des maires du 12e arrondissement | Liste des maires du 12e arrondissement | Liste des maires du 12e arrondissement | Liste des maires du 12e arrondissement           |
| Année                                  | Année                                  | Maire                                  | Parti                                  | Autres mandats                         | Notes                                            |
| -------------------------------------- | -------------------------------------- | -------------------------------------- | -------------------------------------- | -------------------------------------- | ------------------------------------------------ |
|                                        | 1860-1870                              | Philippe-Louis Dupérié-Pélou           |                                        |                                        |                                                  |
|                                        | 1870-1874                              | Alfred Grivot                          |                                        |                                        |                                                  |
|                                        | 1874-1879                              | Alfred Allain                          |                                        |                                        |                                                  |
|                                        | 1879-1900                              | Étienne Goujon                         | Républicain modéré                     |                                        | Nommé en 1879                                    |
|                                        | 1900-1905                              | Ernest Pantz                           | Radical                                |                                        |                                                  |
|                                        | 1905-1919                              | Albert Sabot                           |                                        |                                        | Négociant en vins, nommé maire honoraire en 1919 |
|                                        | 1919-1930                              | Albert Cuvillier                       |                                        |                                        |                                                  |
|                                        | 1930-1942                              | Gustave Rabiet                         |                                        |                                        | Négociant en vins et alimentation                |
|                                        | 1942-1944                              | Edmond Maillard                        |                                        |                                        |                                                  |
|                                        | 1944-1945                              | Marcel Wizenne                         |                                        |                                        |                                                  |
|                                        | 1945-1946                              | Maurice Gautier                        |                                        |                                        |                                                  |
|                                        | 1983-1995                              | Paul Pernin                            | UDF                                    |                                        | Réélu en 1989                                    |
|                                        | 1995-2001                              | Jean-François Pernin                   | UDF                                    |                                        | fils du précédent                                |
|                                        | 2001-2014                              | Michèle Blumenthal                     | PS                                     |                                        | Réélue en 2008                                   |
|                                        | 2014-2020                              | Catherine Baratti-Elbaz                | PS                                     |                                        |                                                  |
|                                        | Depuis 2020                            | Emmanuelle Pierre-Marie                | EELV                                   |                                        |                                                  |

Le conseil d'arrondissement compte vingt conseillers et le maire d'arrondissement est assisté dans ses fonctions par douze adjoints délégués, chacun pour un domaine particulier.

### Conseillers de Paris
Depuis les élections municipales de 2020, les conseillers de Paris, élus dans le 12e arrondissement, sont :
- Pour la liste PS/PCF/PP/G·s/ND/EELV/AE/R&S/PE : Emmanuelle Pierre-Marie (EELV), Emmanuel Grégoire (PS), Nicolas Bonnet-Oulaldj (PCF)[10], Sandrine Charnoz (G·s), Alice Coffin (EELV), Pénélope Komitès (PS), Jacques Martial (PS), Jean-Luc Roméro-Michel (apparenté PS).
- Pour la liste LR/LC : Valérie Montandon (LR), Franck Margain (LR).

### Adjoints au maire de Paris, élus du12earrondissement
Les adjoints au maire de Paris, élus du 12e arrondissement sont au nombre de quatre :
- Emmanuel Grégoire, premier adjoint à la maire de Paris chargé de l'urbanisme, de l'architecture, du Grand Paris et des relations avec les arrondissements ;
- Pénélope Komitès, adjointe à la maire de Paris chargée de l'innovation sociale ;
- Sandrine Charnoz, adjointe à la maire de Paris chargée des sociétés d'économie mixte et des sociétés publiques locales ;
- Jean-Luc Roméro-Michel, adjoint à la maire de Paris chargé des droits humains, de l'intégration et de la lutte contre les discriminations.

### Adjoints au maire
Depuis les élections municipales de juillet 2020, les adjoints à Emmanuelle Pierre-Marie, maire du 12e arrondissement, sont : Richard Bouigue, Anouchka Comushian, Jeanne Dallot, Mathieu Delmestre, Manon Havet, Pierrick Paris, Isabelle Rocca, Nicolas Rouveau, Eléonore Slama, Guy Tabacchi, Fadila Taïeb et Christophe Teisseire.

### Conseillers d'arrondissement
Conseil du 12e arrondissement de Paris 2020-2026

### Députés
Emmanuel Grégoire est député (PS) de la septième circonscription de Paris et Éva Sas est députée (LE) de la huitième circonscription de Paris.

Emmanuel Grégoire, député de la septième circonscription de Paris.
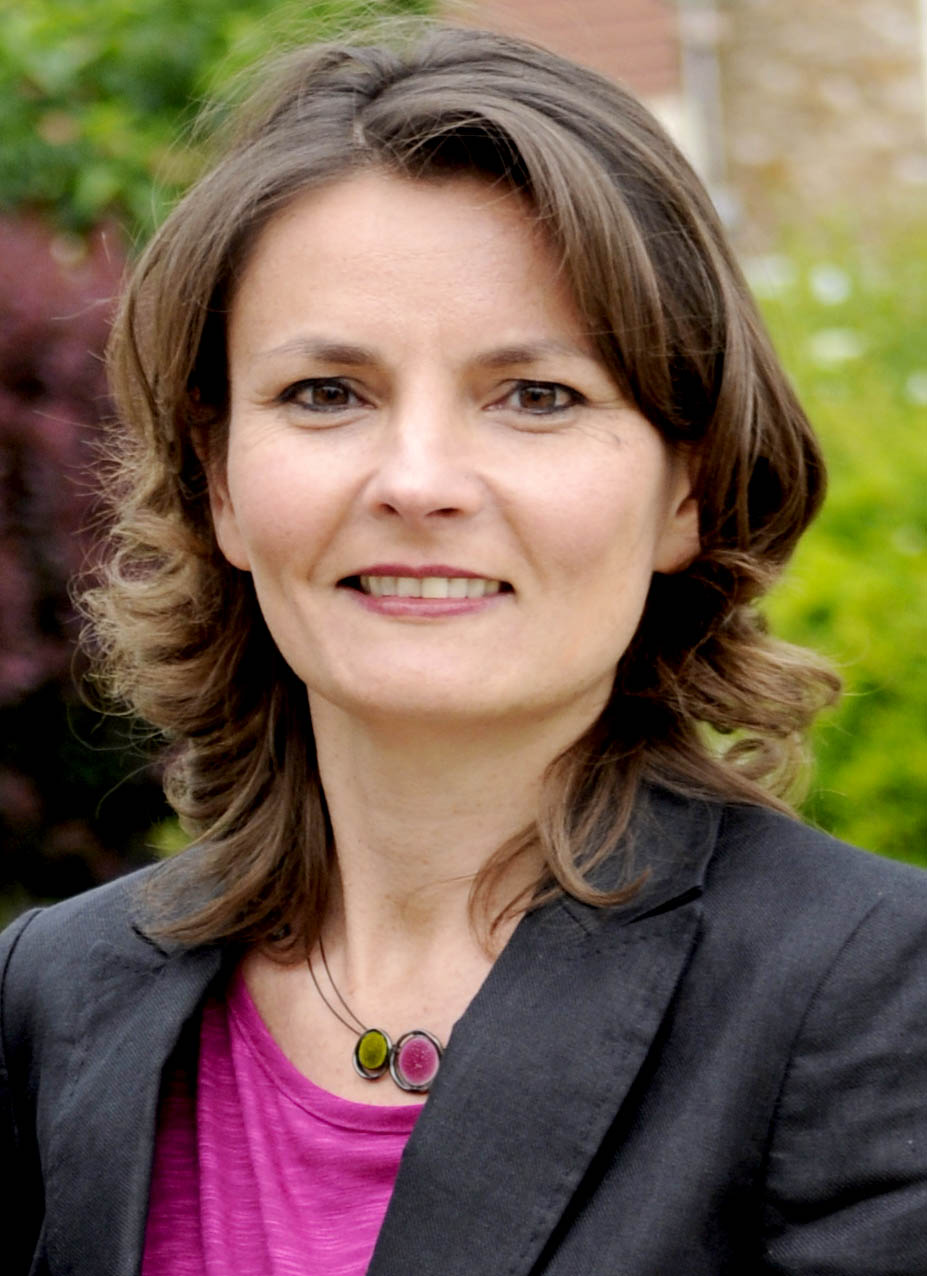
Éva Sas, députée de la huitième circonscription de Paris.

### Conseillers régionaux
À la suite de l'élection régionale de 2015 en Île-de-France, différents élus au Conseil régional sont du 12e arrondissements de Paris : Valérie Montandon, Franck Margain, Jean-Luc Roméro et Stéphanie Vénéziano.

### Tendances et résultats
| Scrutin             | Scrutin             | 1er tour | 1er tour   | 1er tour | 1er tour | 1er tour | 1er tour | 1er tour | 1er tour | 1er tour | 1er tour | 1er tour | 1er tour | 2d tour        | 2d tour        | 2d tour        | 2d tour        | 2d tour        | 2d tour        |
| Scrutin             | Scrutin             | 1er      | 1er        | %        | 2e       | 2e       | %        | 3e       | 3e       | %        | 4e       | 4e       | %        | 1er            | 1er            | %              | 2e             | 2e             | %              |
| ------------------- | ------------------- | -------- | ---------- | -------- | -------- | -------- | -------- | -------- | -------- | -------- | -------- | -------- | -------- | -------------- | -------------- | -------------- | -------------- | -------------- | -------------- |
| Présidentielle 2017 | Présidentielle 2017 |          | EM         | 35,90    |          | LR       | 21,21    |          | LFI      | 20,80    |          | PS       | 11,48    |                | EM             | 89,09          |                | FN             | 10,91          |
| Présidentielle 2022 | Présidentielle 2022 |          | LREM       | 32,85    |          | LFI      | 31,75    |          | EELV     | 8,60     |          | REC      | 7,09     |                | LREM           | 84,78          |                | RN             | 15,22          |
| Législatives 2022   | 8e                  |          | EELV-Nupes | 41,02    |          | LREM-Ens | 28,40    |          | LR       | 11,73    |          | RN       | 4,55     |                | EELV           | 53,11          |                | LREM           | 46,89          |
| Législatives 2024   | 8e                  |          | EELV-NFP   | 49,77    |          | Ren-Ens  | 29,24    |          | RN       | 11,70    |          | LR       | 5,40     | Pas de 2d tour | Pas de 2d tour | Pas de 2d tour | Pas de 2d tour | Pas de 2d tour | Pas de 2d tour |

## Démographie
En 2009, le 12e arrondissement compte 143 128 habitants sur une superficie de 6,37 km2 (hors bois de Vincennes), soit 22 469 hab/km2. Le tableau suivant résume l'évolution de la population de l'arrondissement :
| Année | Population (hab.)           | Densité (hab. par km²) |
| ----- | --------------------------- | ---------------------- |
| 1861  | 65 748                      |                        |
| 1866  | 78 635                      |                        |
| 1872  | 87 678                      | 13 764                 |
| 1936  | 156 729                     | 24 604                 |
| 1954  | 158 437                     | 24 872                 |
| 1962  | 161 574 (pic de population) | 25 337                 |
| 1968  | 155 982                     | 24 460                 |
| 1975  | 140 900                     | 22 095                 |
| 1982  | 138 015                     | 21 643                 |
| 1990  | 130 257                     | 20 426                 |
| 1999  | 136 591                     | 21 419                 |
| 2006  | 141 519                     | 22 216                 |
| 2009  | 143 128                     | 22 469                 |
| 2011  | 144 402                     | 22 669                 |
| 2017  | 141 287                     | 22 180                 |

### Population par quartier
- Population du quartier du Bel-Air (superficie : 138,6 hectares)

| Année | Population | Densité (hab. par km²) | Croissance annuelle depuis le dernier recensement |
| ----- | ---------- | ---------------------- | ------------------------------------------------- |
| 1861  | 2 353      |                        | création                                          |
| 1999  | 33 976     |                        |                                                   |

- Population du quartier de Picpus (superficie : 186,3 hectares)

| Année | Population | Densité (hab. par km²) | Croissance annuelle depuis le dernier recensement |
| ----- | ---------- | ---------------------- | ------------------------------------------------- |
| 1861  | 15 675     |                        | création                                          |
| 1999  | 62 947     |                        |                                                   |

- Population du quartier de Bercy (superficie : 190,3 hectares)

| Année | Population | Densité (hab. par km²) | Croissance annuelle depuis le dernier recensement |
| ----- | ---------- | ---------------------- | ------------------------------------------------- |
| 1861  | 11 567     |                        | création                                          |
|       |            |                        |                                                   |

- Population du quartier des Quinze-Vingts (superficie : 123,6 hectares)

| Année | Population | Densité (hab. par km²) | Croissance annuelle depuis le dernier recensement |
| ----- | ---------- | ---------------------- | ------------------------------------------------- |
| 1861  | 23 290     |                        | création                                          |
|       |            |                        |                                                   |

## Établissements scolaires et universitaires

### Lycées

#### Enseignement public
- Lycée Arago, enseignement général et technique, place de la Nation
- Lycée Paul-Valéry, enseignement générale , boulevard Soult
- Lycée Élisa-Lemonnier, enseignement technique, rue Montesquiou-Fezensac
- Lycée Théophile-Gautier, enseignement professionnel, rue de Charenton
- Lycée Chennevière-Malézieux, enseignement professionnel, avenue Ledru-Rollin

#### Enseignement privé
- Lycée Eugène Napoléon - Saint Pierre Fourier, enseignement général, rue du Faubourg-Saint-Antoine et rue de Prague
- Lycée Saint-Michel de Picpus, enseignement général, 53 rue de la Gare-de-Reuilly
- Cours Molière, boulevard Soult

### Enseignement supérieur et professionnel
- Université Sorbonne Nouvelle
  - Campus Nation, rue de Picpus
- Université Paris-Panthéon-Assas
  - Centre de formation des journalistes (CFJ), rue du Faubourg-Saint-Antoine
  - École W, rue du Faubourg-Saint-Antoine
- Sorbonne Université
  - Faculté de médecine du campus Saint-Antoine, rue de Chaligny
- EM Lyon Business School
  - Campus Paris Europe, boulevard Diderot
- École Boulle et lycée technologique municipal, rue Pierre-Bourdan
- École supérieure d'études cinématographiques (ESEC), rue de Cîteaux
- École supérieure de génie informatique (ESGI), rue du Faubourg Saint-Antoine
- École professionnelle de la boucherie et des métiers de la viande, boulevard Soult
- École de boulangerie et de pâtisserie de Paris, rue des Pirogues-de-Bercy
- École du Breuil, route de la Ferme
- Institut supérieur du marketing (ISM), rue du Faubourg-Saint-Antoine
- Groupe IGF, rue de la Véga

## Sport
- AccorHotels Arena, anciennement Palais omnisports de Paris-Bercy (architectes : Michel Andrault et Pierre Parat, inauguration : 1984), situé dans le quartier de Bercy
- Hippodrome de Vincennes, situé dans le bois de Vincennes
- Vélodrome Jacques-Anquetil, anciennement vélodrome de la Cipale, situé dans le bois de Vincennes
- Stade Pershing, situé dans le bois de Vincennes
- Centre sportif Alain-Mimoun, situé près du bois de Vincennes et autrefois sur le territoire de la commune voisine de Saint-Mandé
- Stade Léo-Lagrange situé près de la Pelouse de Reuilly et du bois de Vincennes
- Stade Léo-Lagrange, stade municipal de Vincennes, situé aujourd'hui sur le territoire de la commune de Paris dans le bois de Vincennes
- Stade Jean-Pierre Garchery, stade municipal de Joinville-le-Pont, situé aujourd'hui sur le territoire de la commune de Paris dans le 12e arrondissement au sud-est du bois de Vincennes
- Piscine Roger-Le-Gall (ex-Carnot), boulevard Carnot, hébergeant le Club des nageurs de Paris (CNP)
- Piscine de Reuilly, 13 rue Antoine-Julien-Hénard

## Santé
L'arrondissement regroupe une importante offre de soin avec de nombreux hôpitaux publics et privés :
- Hôpital Saint-Antoine
- Hôpital des Quinze-Vingts, spécialisé dans les pathologies de l'œil
- Hôpital Trousseau, spécialisé en pédiatrie
- Hôpital Rothschild, spécialisé en gériatrie
- Hôpital des Diaconesses
- Hôpital Pierre Rouquès - Les Bluets

## Principaux monuments et lieux remarquables

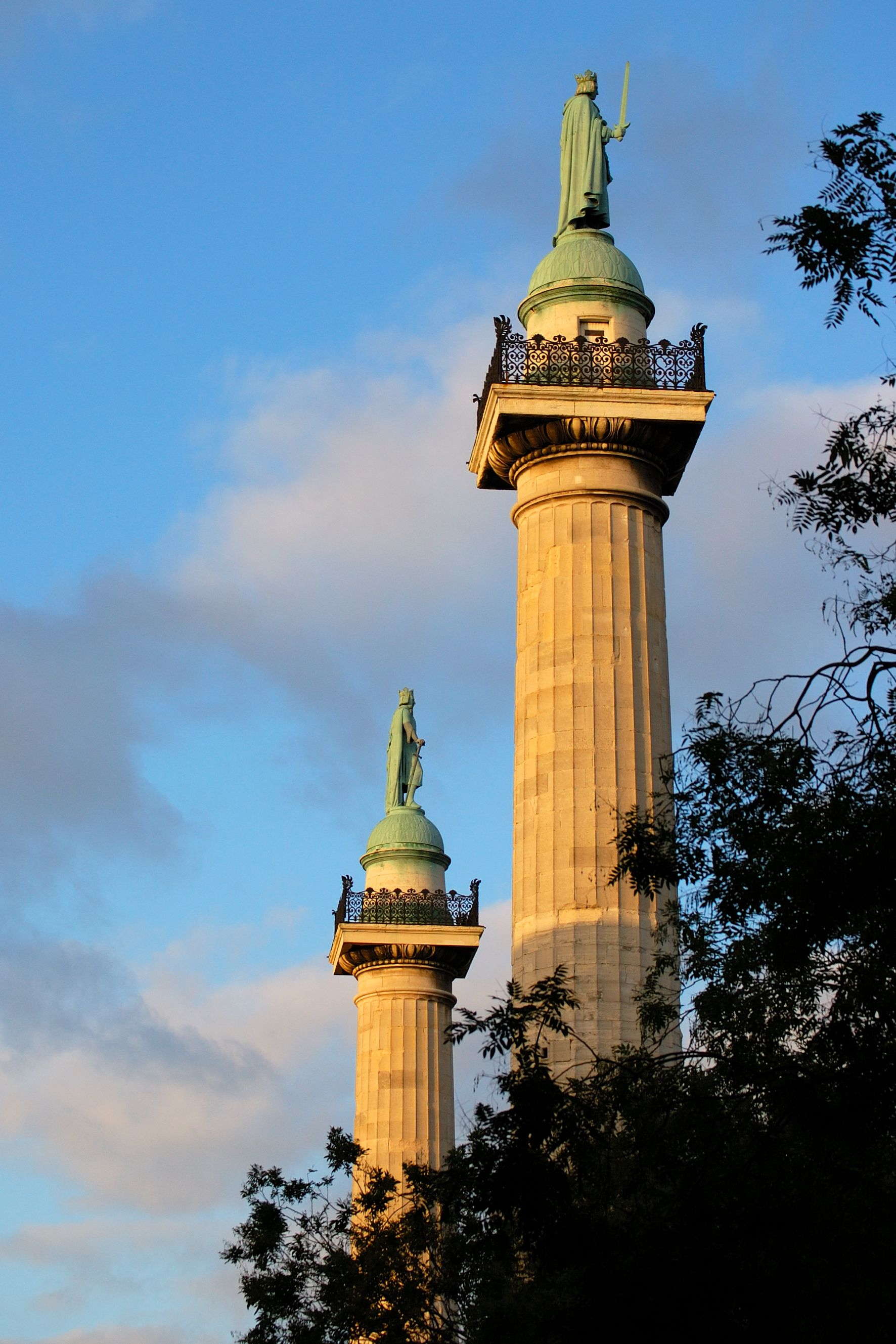
La barrière du Trône.

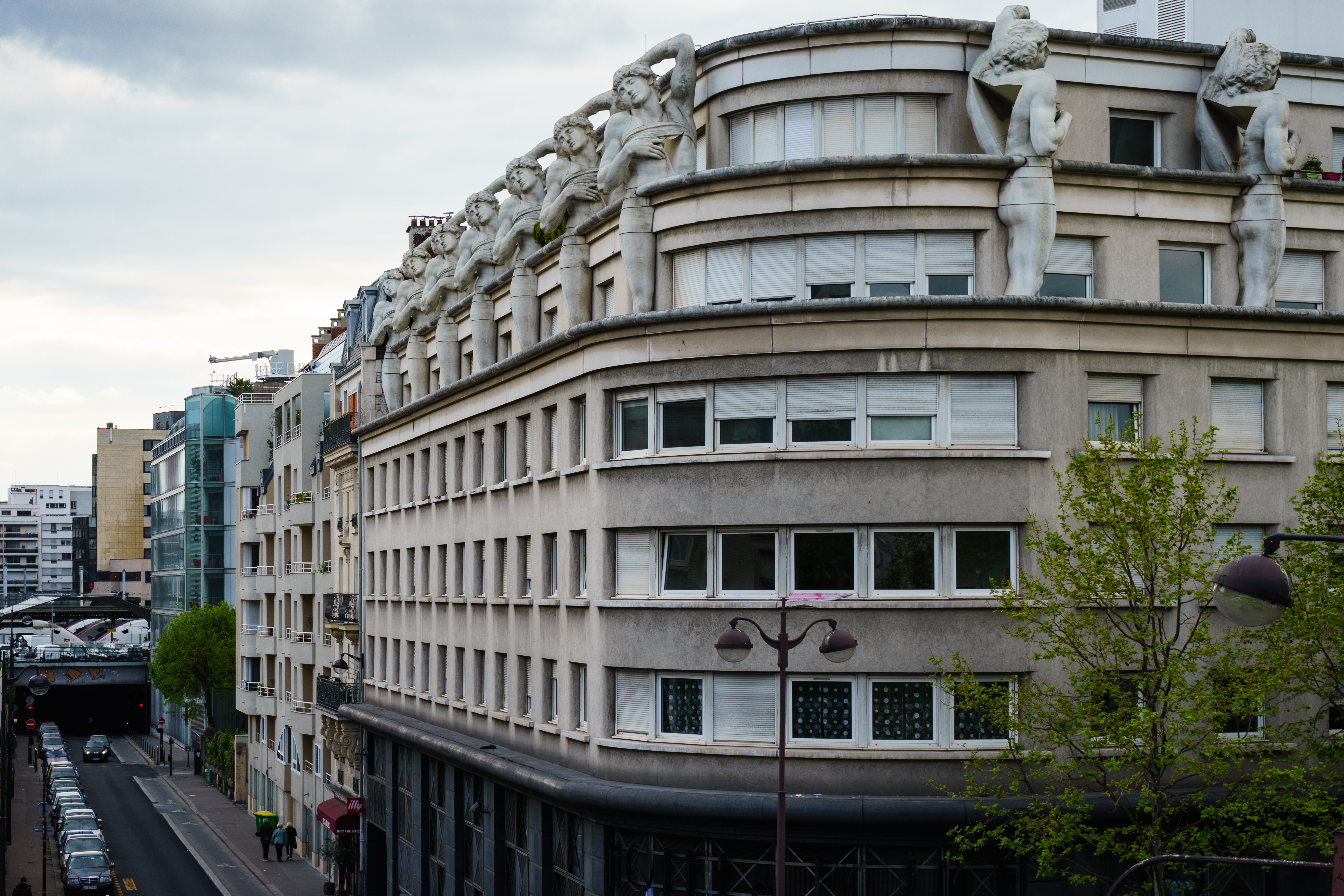
Le commissariat du 12e arrondissement.

Le 12e, arrondissement, plutôt résidentiel et à l'écart de Paris pendant la majeure partie de son histoire, comporte peu de monuments à proprement parler, et la majorité d'entre eux sont récents.

### Places
- la place de la Bastille, la colonne de Juillet et l'opéra Bastille
- la place Daumesnil et la fontaine du Château d'eau
- la place de la Nation, Le Triomphe de la République et la barrière du Trône

### Institutions publiques
- la Mairie du 12e arrondissement (architecte : Antoine-Julien Hénard, inauguration : 1876)
- le Palais de la Porte Dorée (architecte : Albert Laprade, inauguration : 1931)
- le siège du ministère de l'Économie, des Finances et de l'Industrie (architectes : Paul Chemetov et Borja Huidobro, inauguration : 1988)
- la Fondation Eugène-Napoléon
- l'Hospice Saint-Michel
- l'Institut médico-légal de Paris, place Mazas, le long du quai de la Rapée
- le commissariat de police du 12e arrondissement, avec en façade, aux deux derniers étages, 14 reproductions de l'Esclave mourant de Michel-Ange censés représenter la soumission de la police à la loi[17] (architectes : Manuel Núñez Yanowsky et Miriam Teitelbaum)

### Patrimoine ferroviaire

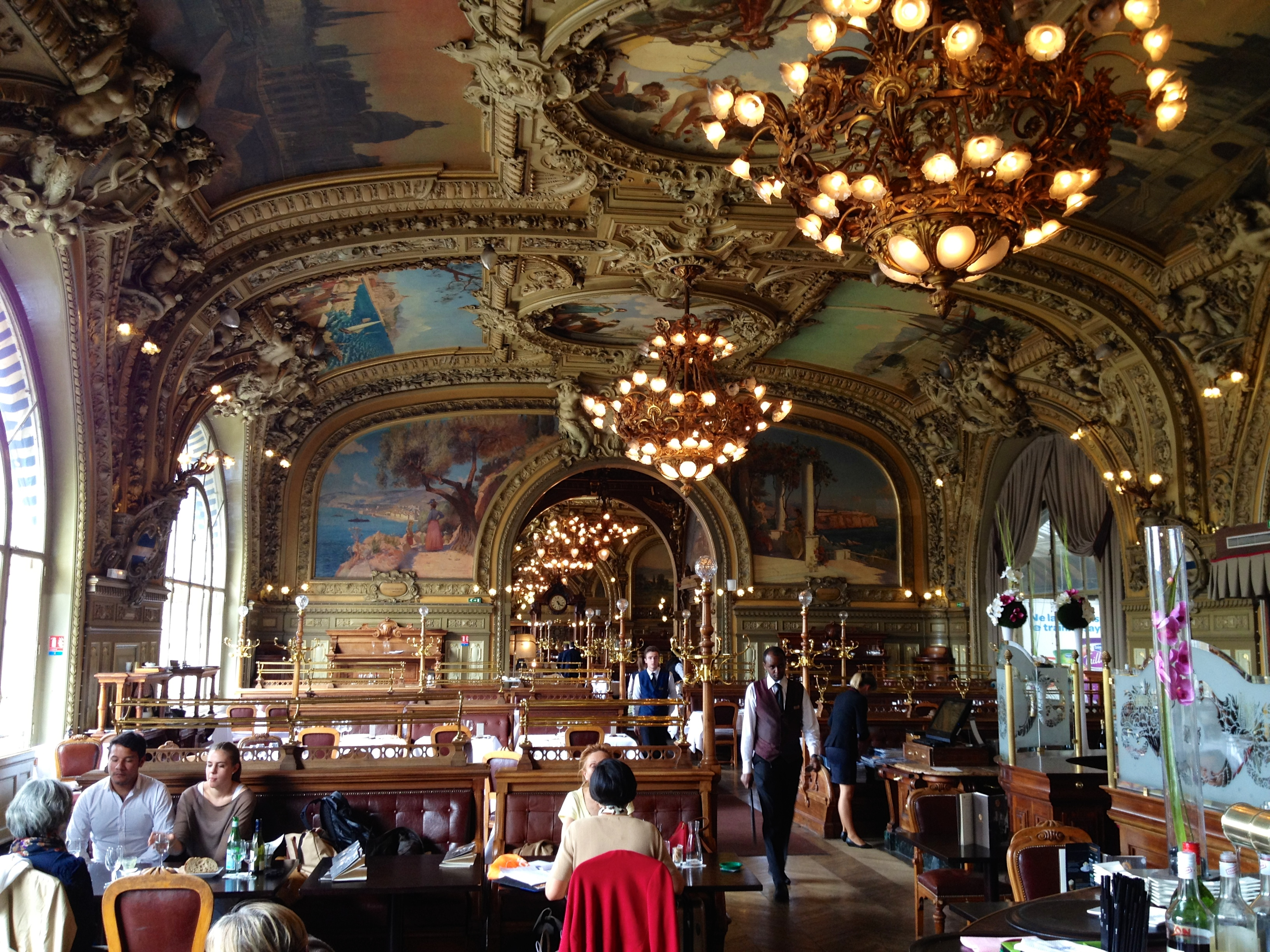
Le restaurant Le Train Bleu, dans la gare de Lyon.

- la gare de Lyon (architecte : Marius Toudoire, inauguration : 1900)
- Le Train bleu, restaurant de la Belle Époque à l'intérieur de la Gare de Lyon, classé monument historique en 1972
- le Viaduc des arts et coulée verte René Dumont (ancienne voie de chemin de fer Bastille-Vincennes)

### Patrimoine militaire
- les bâtiments subsistants de l'ancienne caserne des Mousquetaires-Noirs
- les vestiges de l'enceinte de Thiers, notamment le bastion no 1
- le bassin de l'Arsenal, à l'origine faisant partie du complexe de douves entourant la Bastille, aujourd'hui port de plaisance de Paris
- la caserne de Reuilly, désaffectée en 2013

### Parcs
- Parc de Bercy
- Parc floral de Paris du bois de Vincennes

### Patrimoine disparu
- le château de Reuilly, disparu après le règne du roi Jean II
- la folie Rambouillet, disparue au XVIIIe siècle
- la forteresse de la Bastille, démantelée en 1789
- l'abbaye Saint-Antoine-des-Champs, démantelée pendant la Révolution
- les barrières d'octroi de Saint-Mandé, de Picpus, de Reuilly, de Charenton, de Bercy et de la Rapée, détruites dans le courant du XIXe siècle
- les Arènes nationales, dont l'emplacement est loti dès 1855
- le château de Bercy, détruit en 1861
- la prison Mazas, détruite en 1898
- l'hôpital des Enfants trouvés, démoli en 1902
- la halle aux vins de Bercy, restructurée dans les années 1980
- la gare de Paris-Bastille, démolie en 1984

## Musées et équipements culturels
- Le Musée de l’histoire de l’immigration et l'Aquarium tropical du palais de la Porte Dorée
- Le Musée des Arts forains à Bercy
- La Cinémathèque française à Bercy
- Le Parc zoologique de Paris, dans le bois de Vincennes
- Le Parc floral, dans le bois de Vincennes
- Les théâtres de la Cartoucherie, dans le bois de Vincennes
- Le Théâtre Traversière, 15 bis rue Traversière
- Le 100, établissement culturel solidaire, rue de Charenton
- La Maison des Ensembles, lieu culturel, d'animation, locaux à destination des associations, labo numérique, rue d'Aligre
- Le Centre international de séjour de Paris, hébergement international et animations culturelles, avenue Maurice Ravel
- Le Théâtre Elizabeth Czerczuk, rue Marsoulan

## Rues

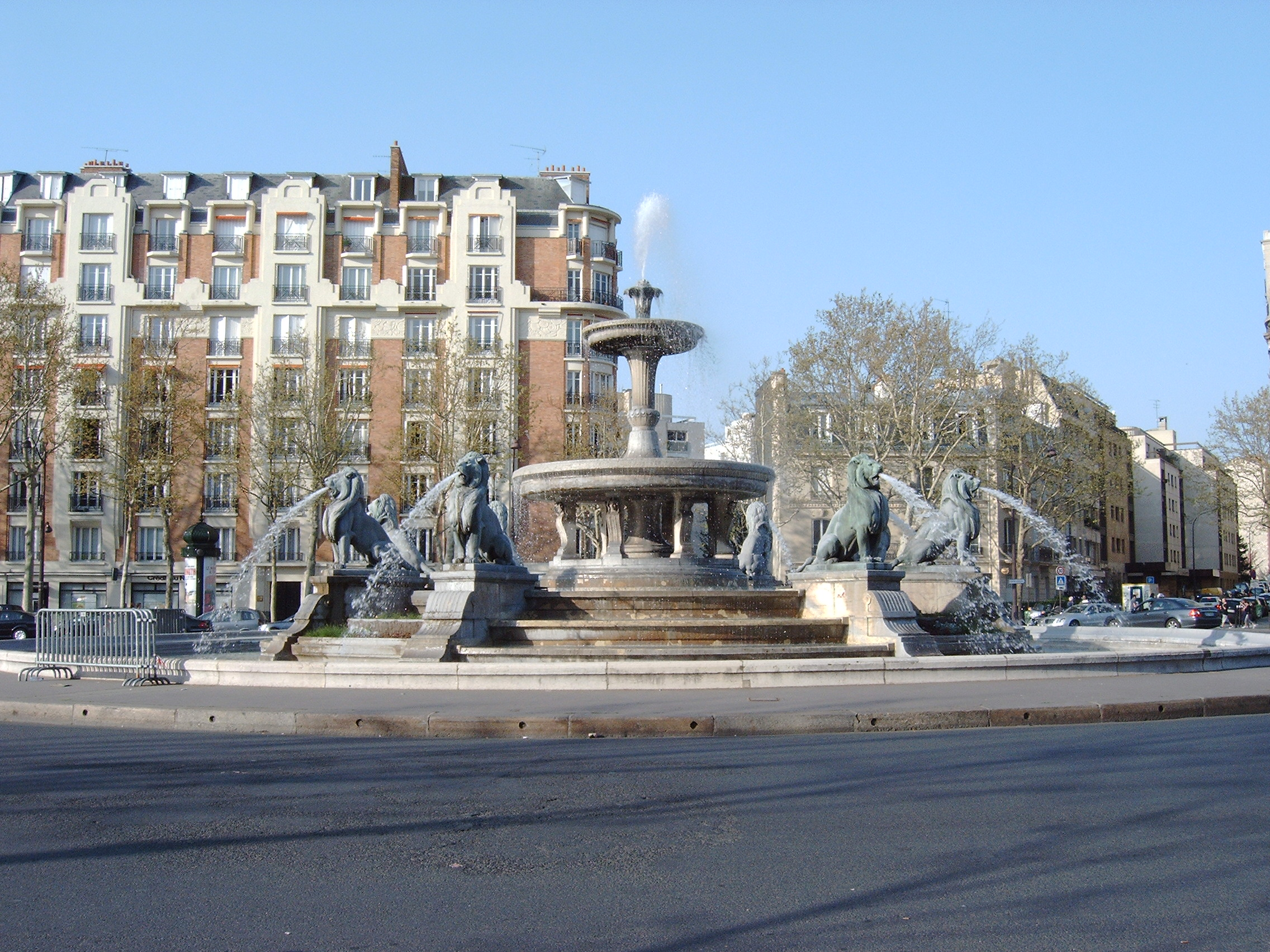
La place Félix-Éboué (anciennement place Daumesnil).

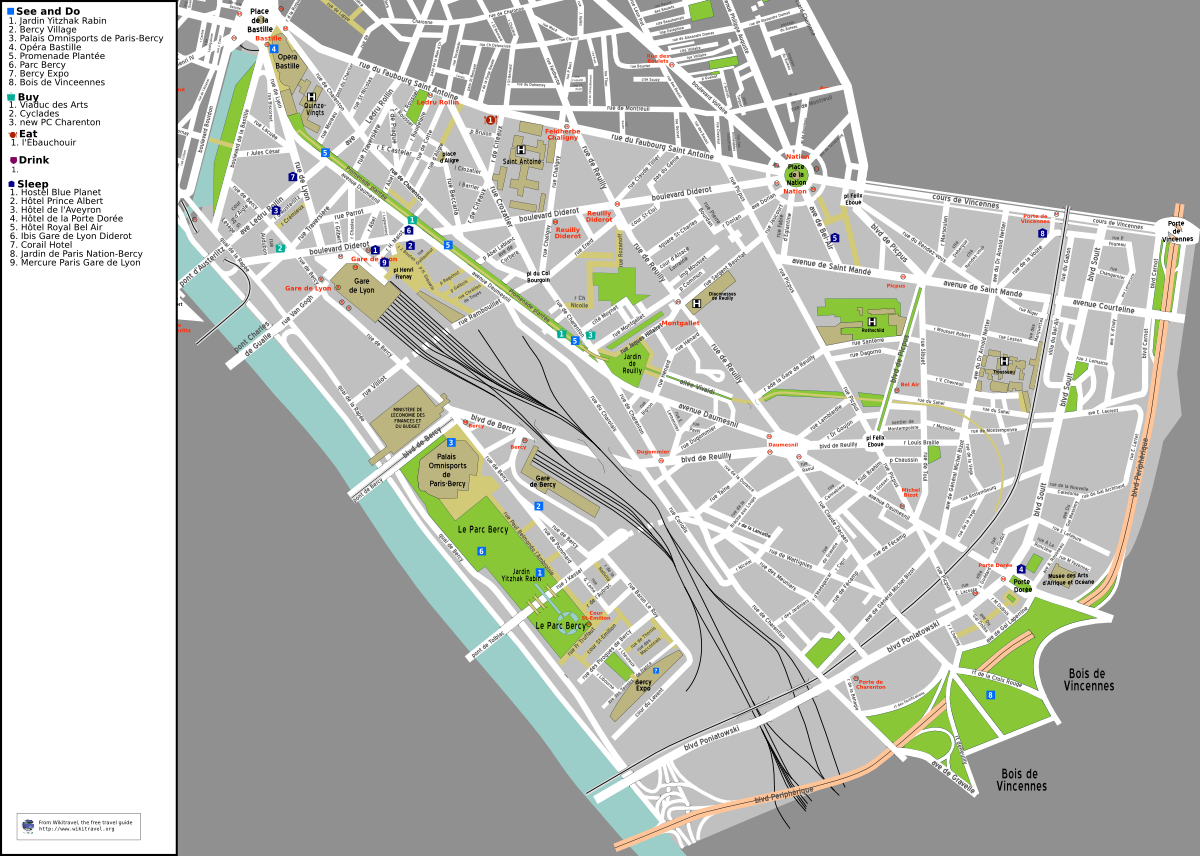
Plan du. N. B. : la place Félix-Éboué est indiquée 2 fois et pas au bon endroit, qui correspond au métro Daumesnil.

En partant du coin nord-ouest et en tournant dans le sens des aiguilles d'une montre, le 12e arrondissement est délimité par :
- place de la Bastille
- rue du Faubourg-Saint-Antoine
- place de la Nation
- avenue du Trône
- cours de Vincennes
- boulevard de la Guyane
- Bois de Vincennes, situé dans le 12e, mais formant une excroissance
- boulevard périphérique
- quai de Bercy
- quai de la Rapée
- boulevard de la Bastille

Les grandes transversales en sont :
- boulevard de Bercy
- rue de Charenton
- avenue Daumesnil, qui se prolonge dans le bois de Vincennes
- boulevard Diderot
- boulevard de Picpus
- boulevard Poniatowski
- rue de Lyonl
- boulevard Soult

Quelques autres rues notables :

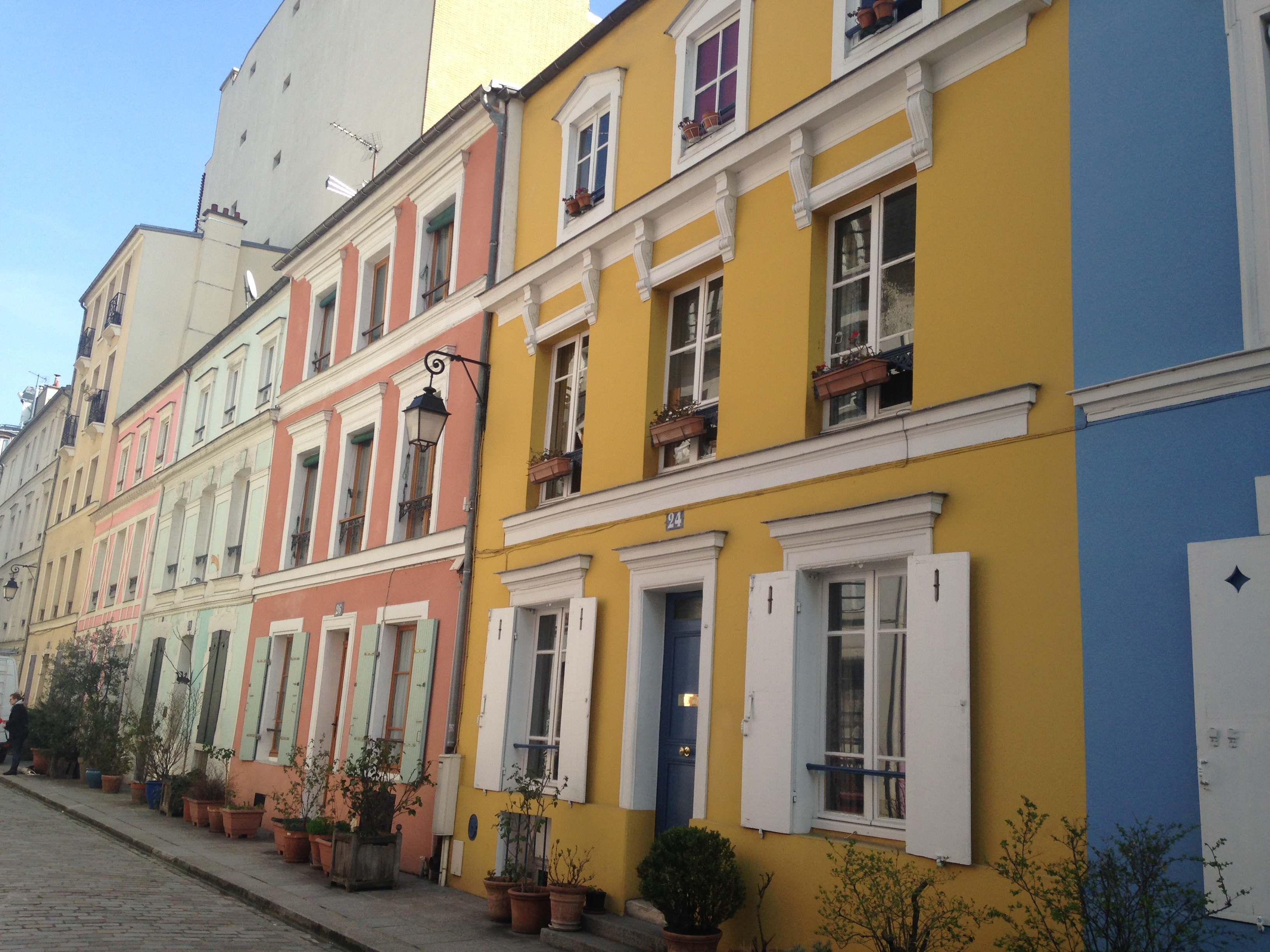
La rue Crémieux et ses façades colorées.

- la rue du Rendez-Vous, importante rue commerçante de l'est du 12e
- la rue Crémieux, rue piétonne
- la rue Montgallet, spécialisée dans les magasins de matériel informatique à bas prix
- le sentier des Merisiers, plus étroite voie de Paris (0,9 m de largeur)
- le cour Saint-Émilion et Bercy Village

Les promenades :
- la coulée verte René-Dumont, qui traverse l'arrondissement d'est en ouest et permet d'aller à pied du périphérique (porte de Montempoivre) jusqu'à l'opéra Bastille en traversant des jardins suspendus
- la promenade Maurice-Boitel qui traverse le bois de Vincennes en longeant le lac Daumesnil et permet d’aller à pied de la place Félix Éboué à Saint-Maurice ou à Charenton

## Ponts
Le 12e arrondissement comporte un certain nombre de ponts.
- Ceux qui franchissent la Seine (d'amont en aval) :
  - pont amont
  - pont National
  - pont de Tolbiac
  - passerelle Simone-de-Beauvoir
  - pont de Bercy
  - pont Charles-de-Gaulle
  - viaduc d'Austerlitz
  - pont d'Austerlitz
- Ceux qui traversent le port de l'Arsenal (du nord au sud) :
  - passerelle Jim-Morrison
  - pont-métro Morland
  - pont Morland
- Autres :
  - passerelle André-Léo qui enjambe le jardin de Reuilly

## Transports en commun

### Réseau ferré métropolitain
- (Bastille, Gare de Lyon, Nation, Reuilly - Diderot, Porte de Vincennes)
- (Nation)
- (Bastille, Quai de la Rapée)
- (Bel-Air, Bercy, Daumesnil, Dugommier, Nation, Picpus)
- (Bastille, Daumesnil, Faidherbe - Chaligny, Ledru-Rollin, Michel Bizot, Montgallet, Reuilly - Diderot, Porte de Charenton, Porte Dorée)
- (Nation)
- (Bercy, Cour Saint-Émilion, Gare de Lyon)

### Réseau Express Régional / Transilien
- (Gare de Lyon et Nation),
- (Gare de Lyon),
- (Gare de Lyon).

### Réseau ferré national
Le 12e arrondissement compte sur son territoire deux gares parisiennes :
- Gare de Lyon,
- Gare de Bercy.

### Bus
- Plusieurs lignes du réseau de bus RATP ont leur terminus à la gare de Lyon : les lignes 63, 72 et 77.
- D'autres, comme les lignes 24, 29, 46, 57, 77, 86, 87 et 215, traversent complètement l'arrondissement.
- D'autres lignes encore desservent l'arrondissement, en y pénétrant ou en le longeant : 26, 29, 46, 56, 57, 61, 63, 64, 69, 71, 72, 76, 77, 86, 87, 91, 201, 215 et 351.
- Le bois de Vincennes est desservi par les lignes 46, 77, 86, 112, 114, 201, 210 et 325.
- La gare routière du Château de Vincennes consacrée aux bus RATP, située dans le 12e arrondissement également, accueille le terminus des lignes 46, 56, 112, 114, 115, 118, 124, 210, 318 et 325.
- La nuit, de nombreuses lignes de bus desservent l'arrondissement, notamment au départ de la gare de Lyon, les lignes du réseau Noctilien : N01, N02, N11, N16, N31|N32, N33, N34, N35, N130, N131, N132, N133 et N134.

### Tramway
- (Baron le Roy, Porte de Charenton, Porte Dorée, Montempoivre, Alexandra David-Néel, Porte de Vincennes)

### Modes doux
- L'arrondissement compte de nombreuses stations Vélib', y compris dans le Bois de Vincennes.
- L'arrondissement est traversé du nord au sud par la Promenade plantée.

## Espaces verts

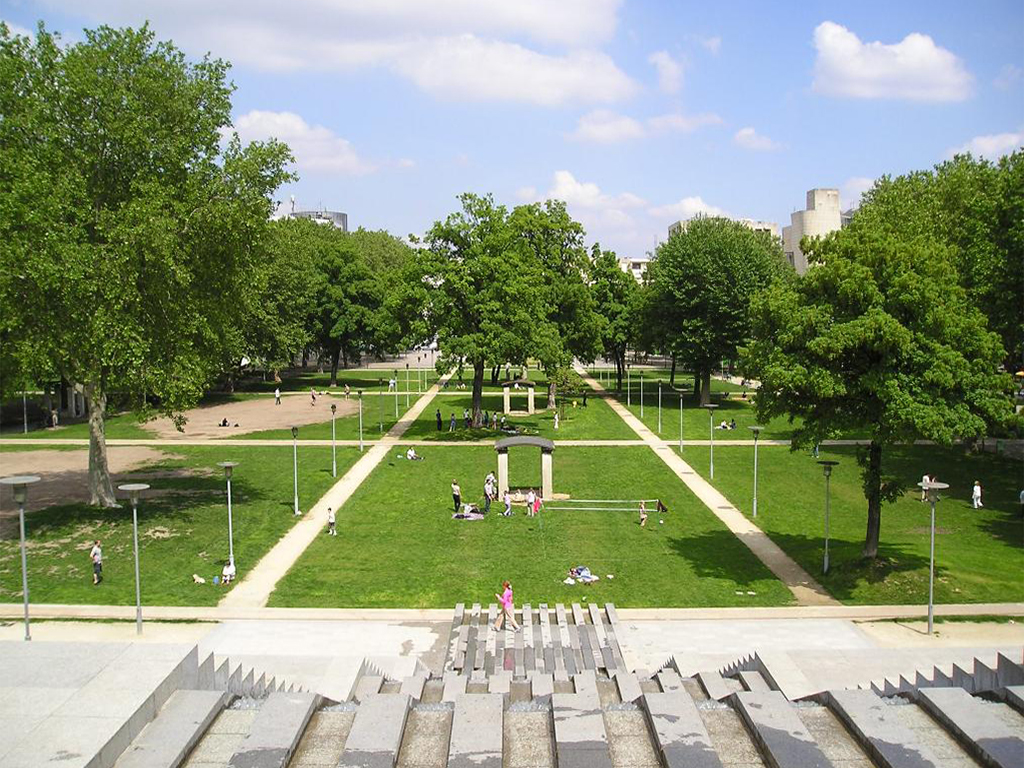
Le parc de Bercy.

La Promenade plantée, le jardin de Reuilly-Paul-Pernin et la passerelle André-Léo.

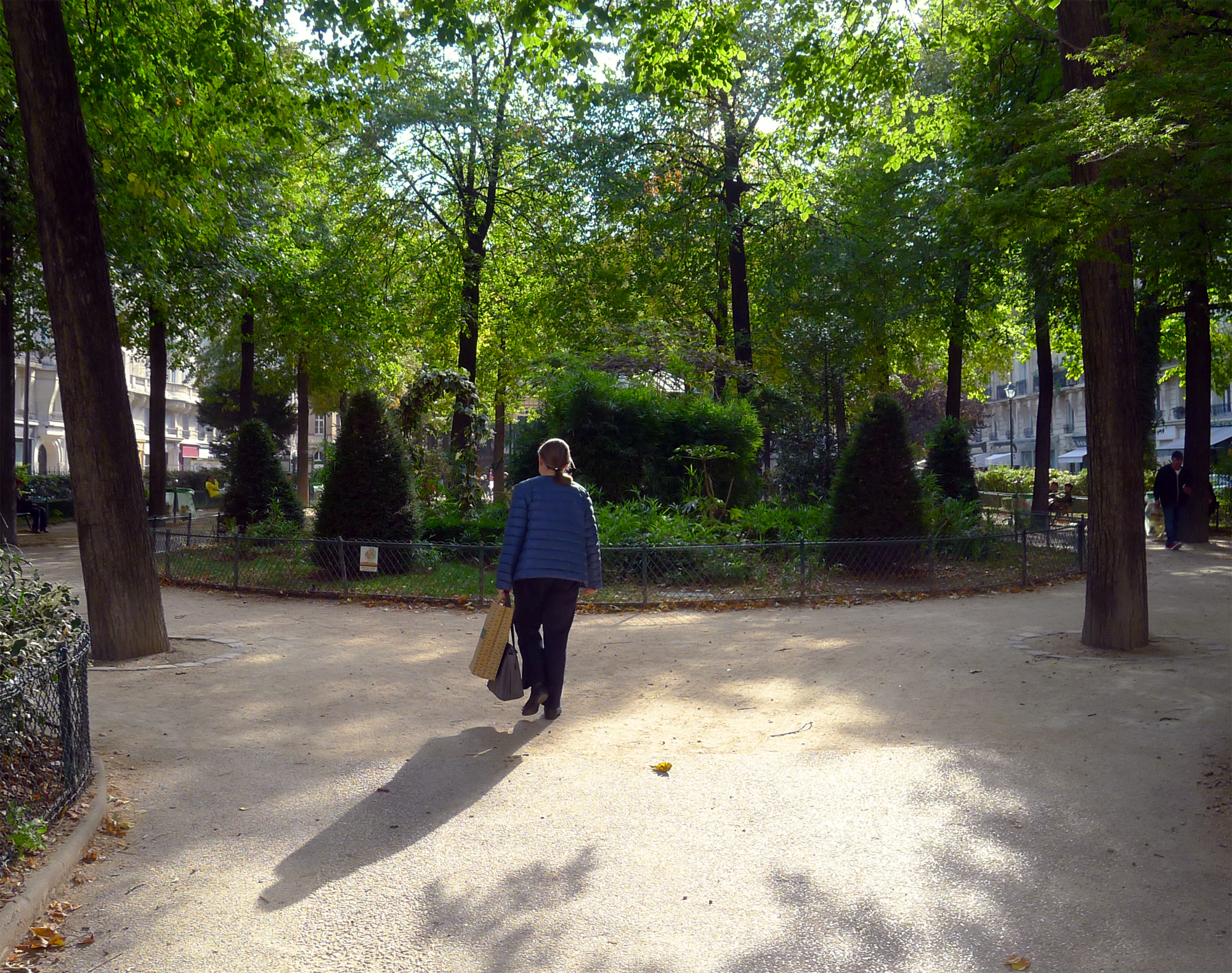
Le square Trousseau.

## Lieux de cultes
Culte catholique

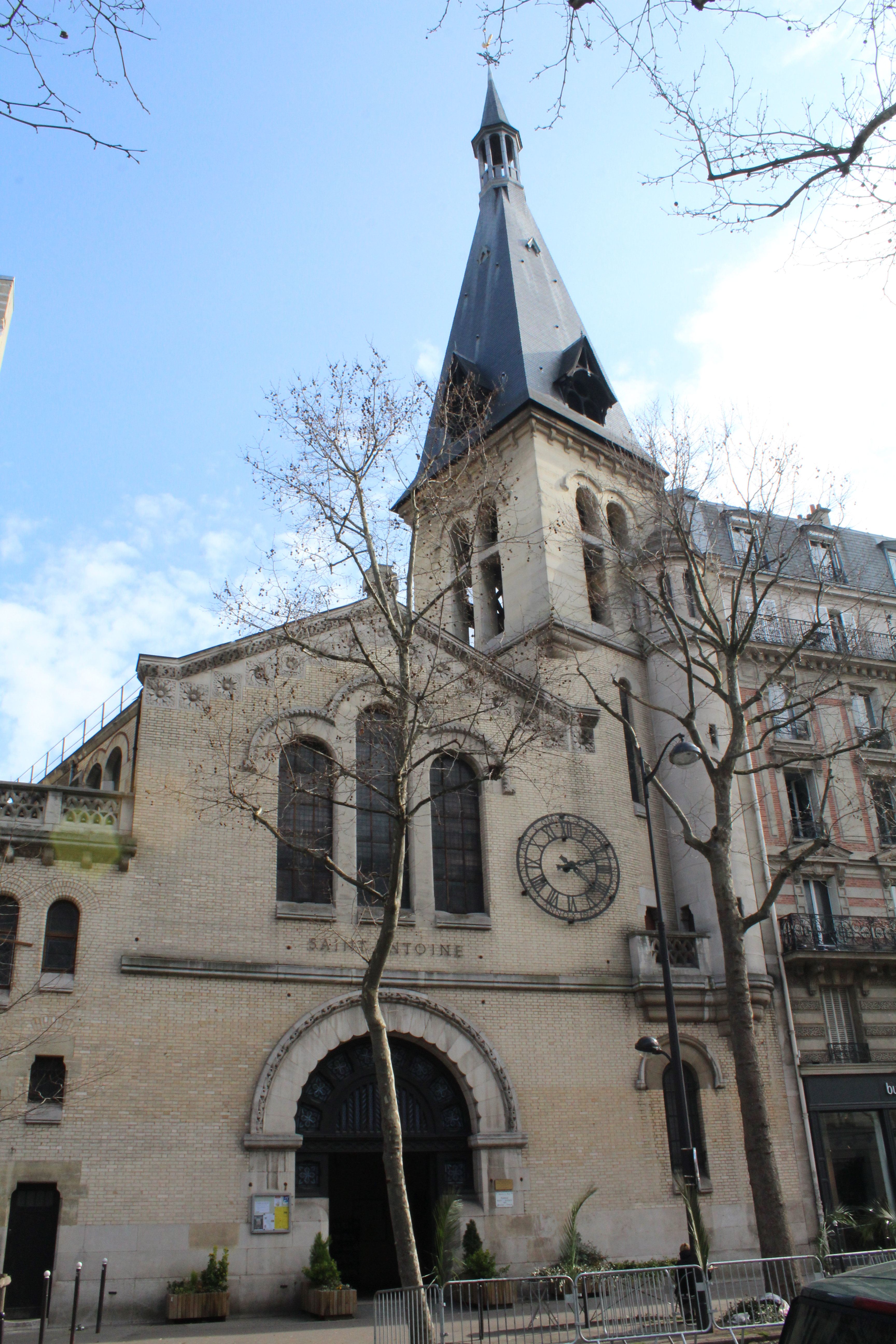
L'église Saint-Antoine-des-Quinze-Vingts.

- Chapelle Notre-Dame-de-la-Paix de Picpus
- Église du Saint-Esprit
- Église de l'Immaculée-Conception
- Église Notre-Dame-de-la-Nativité de Bercy
- Église Saint-Antoine-des-Quinze-Vingts
- Église Saint-Éloi

Culte protestant
- Église évangélique protestante, rue de Wattignies

Culte judaïque
- Synagogue Chivtei Israël

Culte bouddhique
- Pagode de Vincennes

## Cimetières
- Cimetière de Bercy
- Cimetière de Picpus, l'un des deux seuls cimetières privés de Paris
- Cimetière Sud de Saint-Mandé, géré depuis 1929 par la commune de Saint-Mandé
- Cimetière de Charenton, situé dans le Bois de Vincennes et desservi par le chemin du Cimetière
- Cimetière Valmy

## Médias locaux
- Ugop Radio, radio officielle de Paris 12
- Aligre FM, radio libre

Journaux (sur papier) :
- J’habite le 12e, magazine diffusé à titre payant
- Notre 12e, magazine gratuit et sans publicité édité par la municipalité de l’arrondissement
- Les Nouvelles du 12e, distribué à titre gratuit
- Le Journal du 12, distribué à titre gratuit

## Économie

### Revenus de la population et fiscalité
En 2011, le revenu fiscal médian par ménage était de 35 118 €, ce qui place le 12e arrondissement au 12e rang parmi les 20 arrondissements de Paris.

## Annexe